# Cohors I Hamiorum milliaria civium romanorum
La Cohors I Hamiorum milliaria civium romanorum fue una unidad auxilia de infantería del ejército del Imperio Romano del tipo cohors milliaria peditata, cuya existencia está atestiguada en la segunda mitad del siglo II exclusivamente a través de fuentes epigráficas.

## Historia
La unidad fue reclutada en provincia de romana de Siria entre los habitantes de la ciudad de Hama (Hama, Siria), situada en la orilla del río Orontes, de lo que deriva su nombre de Hamiorum.
Nuestro conocimiento de la unidad se debe a dos inscripciones de la segunda mitad del siglo II, una erigida entre 183 y 185 en honor de Marco Valerio Maximiano, natural de la colonia Ulpia Traiana Poetovio (Ptuj, Eslovenia) en Panonia Superior, que dirigió la unidad como Tribuno en algún momento entre 160 y 165; el cargo de tribuno indica que la unidad era miliaria y, dado que no se tiene conocimiento de la unidad anterior a esta fecha, posiblemente fue reclutada para la campaña parta de Lucio Vero. Además, indica que la cohorte poseía los epítetos civium Romanorum, normalmente otorgados como premio por acciones de combate destacadas, lo que debió ocurrir durante la mencionada campaña pártica de Lucio Vero.
La segunda inscripción, un epitafio, se refiere a Flavio Cornelio Rufino, natural de Tralles (Aydın, Turquía) en la provincia romana de Asia, dedica por su esposa Claudia Afrania Valentina; en ella se indica que había servido en la Cohors I Hammiorum milliaria en Siria, pero sin indicar su rango; dado que porta tria nómina y le acompaña su esposa, también con tria nómina, y que fue enviado a Augusta Treverorum (Tréveris, Alemania) en la Galia Bélgica, posiblemente era caballero romano y había sido Tribuno de la unidad y fue enviado al limes Germanicus para continuar su carrera, cuya segunda milicia debía ser un tribunado legionario en una de las dos legiones de la limítrofe Germania Inferior, la Legio XXX Ulpia Victrix en Vetera (Xanten, Alemania) o la Legio I Minervia en Bonna (Bonn, Alemania).
La cohorte no debió sobrevivir a la guerra entre Septimio Severo y Pescenio Níger y debió ser una de las unidades destruidas en la batalla de Issos de 194.